# Bernard Delcampe
Bernard Delcampe (Ardenas, 12 de septiembre de 1932 - 8 de enero de 2013)  fue un jugador de fútbol francés, que jugó en la posición de centrocampista.

## Biografía
Debutó en el Stade de Reims en 1948, y tras 4 años en el club francés, terminó contrato y se traspasó al AS Troyes en 1952. Con dicho equipo Delcampe consiguió ser finalista de la Copa de Francia en 1956. Tras 6 años en el Troyes, Delcampe se traspasó al equipo en el que se retiró, el Limoges FC, en el cual estuvo siete años, retirándose en 1965
Dos años más tarde, en 1967 Delcampe estuvo entrenando durante ocho años al Poitiers FC, con el que estuvo hasta 1975.
En total, Bernard Delcampe disputó 164 partidos en primera división y 215 partidos en segunda división.
Falleció el 8 de enero de 2013 a la edad de 81 años en Ardenas, Francia.

## Palmarés
- Finalista de la Copa de Francia en 1956 con el AS Troyes.

## Clubes

### Como jugador
| Club           | País    | Año         |
| -------------- | ------- | ----------- |
| Stade de Reims | Francia | 1948 - 1952 |
| AS Troyes      | Francia | 1952 – 1958 |
| Limoges FC     | Francia | 1958 – 1965 |

### Como entrenador
| Club        | País    | Año         |
| ----------- | ------- | ----------- |
| Poitiers FC | Francia | 1967 - 1975 |